# Rättsväsen
Rättsväsen,  rättsväsende, är ett sammanfattande begrepp för de organ, till exempel myndigheter, som med lagstiftning och rättskipning upprätthåller lagen. Med begreppet brukar man särskilt avse domstolar, men också åklagar-, polis- och kriminalvårdsmyndigheter brukar inbegripas.
Rättsanstalt är en äldre benämning på rättsväsende, särskilt om den institution som fastställde och skyddade rättsordningen i samhället, det vill säga staten genom regering och folkrepresentation.